# Julius Stern
Pour les articles homonymes, voir Stern.
Julius Stern (Jesaja Isaak, né le 8 août 1820 à Breslau – 27 février 1883 à Berlin) est un professeur de musique, chef d'orchestre et compositeur prussien.

## Biographie
Julius Stern est né à Breslau dans une famille juive. Il a été initié à la musique par le violoniste Peter Lüstner, et à l'âge de neuf ans, il jouait dans des concerts. En 1832, ses parents l'ont conduit avec sa sœur à Berlin, où Stern a étudié d'abord avec Maurer, Ganz et de Saint-Lubin, et plus tard avec Rungenhagen à la Künste Königliche Akademie. À la suite de plusieurs œuvres qu'il avait écrites, en tant qu'élève de l'académie, le roi Frédéric-Guillaume IV de Prusse, qui était un amoureux passionné des arts, a accordé une bourse à Stern pour lui permettre de poursuivre ses études. Stern est allé à Dresde, où il a reçu les leçons de Miksch; et de là à Paris où il est arrivé en septembre 1843. Là Stern a pris la suite de Conradin Kreutzer à la tête du deutschen Gesangverein. Il a fait la connaissance de Giacomo Meyerbeer et d'Hector Berlioz. Chez le banquier Auguste Léo, il a rencontré Frédéric Chopin. Il a dirigé, entre autres ouvrages, la musique de scène d'Antigone (en) de Mendelssohn d'après Sophocle.
En 1844, Stern est retourné à Berlin, où, il chantait au sein de l'Académie de chant de Berlin. En 1847, il a fondé le Stern Gesangverein. La première représentation de l'oratorio Elias de Mendelssohn (octobre 1847) a établi la réputation de Stern comme l'un des chefs les plus importants de son époque, et son chœur a constamment augmenté en taille et en qualité, de sorte que le répertoire de la société a abordé non seulement les œuvres classiques de Haendel , Haydn et Bach, mais aussi celles des compositeurs contemporains. En 1872, le Gesangverein a célébré son vingt-cinquième anniversaire au milieu d'un grand enthousiasme. Deux ans plus tard, Stern a été contraint de démissionner de son mandat d'administrateur en raison de sa mauvaise santé.
Encore plus importante pour le développement de la musique a été la Musikschule für Gesang, Klavier und Komposition (École de musique pour le chant, le piano et la composition), fondée conjointement en 1850 par Stern, Theodor Kullak et Adolf Bernhard Marx. Après la démission de Kullak en 1855, et de Marx en 1857, Stern est devenu propriétaire unique de l'institution qui a pris le nom de Conservatoire Stern (Stern’sche Konservatorium) et qu'il a dirigée jusqu'à sa mort. De 1869 à 1871, il a été le chef d'orchestre de l'Orchestre Symphonique de Berlin, et de 1873 à 1874 il a conduit les concerts dans le Reichshalle, où il a trouvé l'occasion de réaliser son idée favorite qui était de présenter les œuvres des jeunes musiciens de talent devant le public. En 1849, il a reçu le titre de « Directeur Royal de la Musique », et en 1860 celui de « professeur ».
Stern est mort à Berlin en 1883, âgé de 62 ans.

## Œuvres

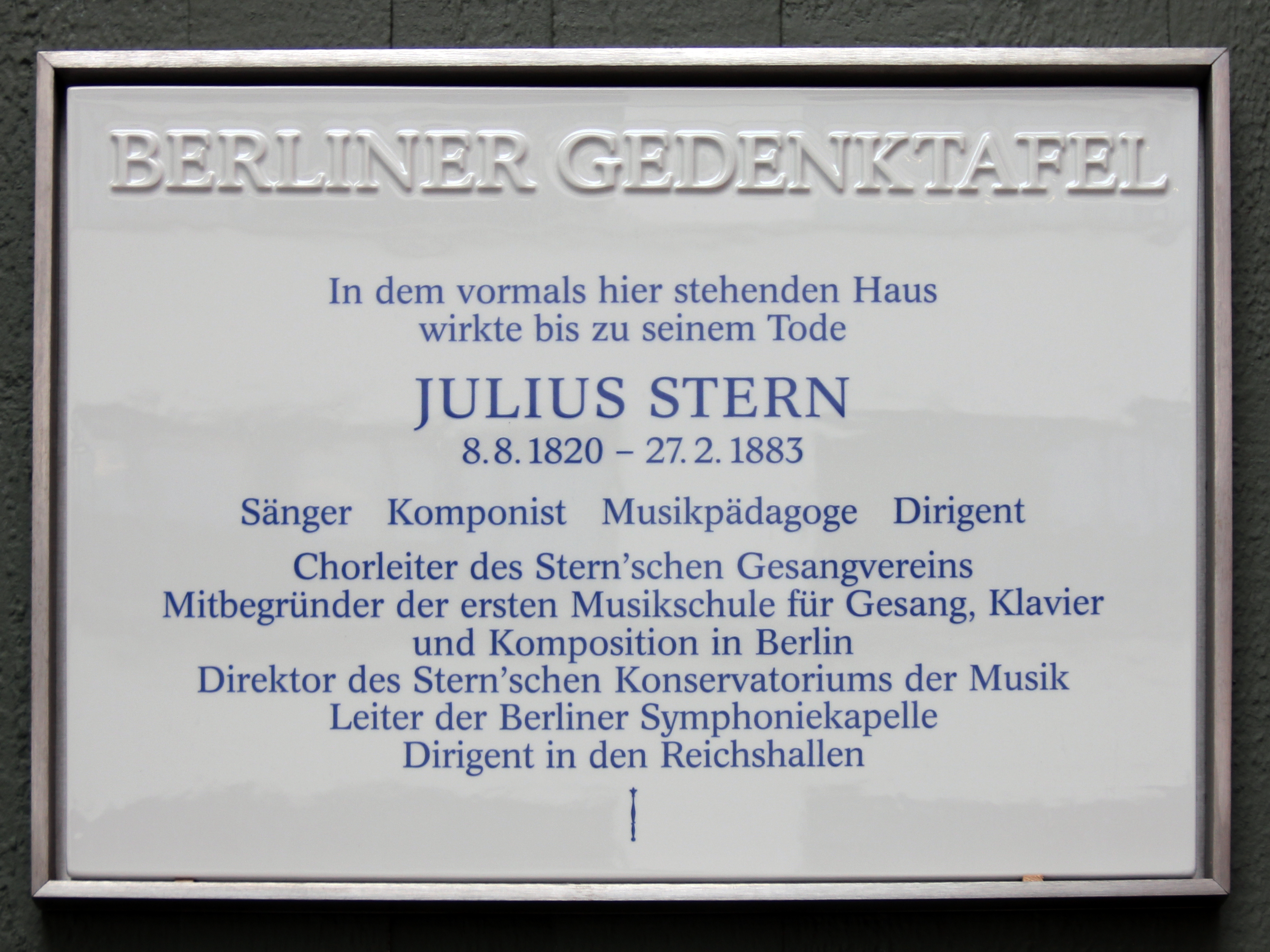
Plaque sur la maison, Friedrichstraße 214, à Berlin-Kreuzberg

Stern a écrit Barcarolle pour voix, violoncelle et piano, les Adieux pour violon et piano, des chœurs d'hommes, des lieder, un opéra Ismene qui n'a jamais été représenté.
Il a aussi écrit des exercices de chant qui ont été longtemps utilisés.
Dans ses jeunes années, Stern a composé une série de lieder, qui en leur temps ont obtenu un certain succès.
- op. 1: Fünf Gesänge – Berlin: Gustav Crantz 1839
- op. 3: Bilder des Orients d'après des textes de Heinrich Wilhelm Stieglitz (de) – Berlin: Gustav Crantz 1839
- op. 4: Barcarole für hohe Stimme, Violoncello und Klavier – Berlin: Gustav Frantz 1839
- op. 8: Sechs Gedichte de Reinick, Eichendorff, Burns, Chamisso – Magdeburg: Heinrichshofen 1841
- op. 9: Geistliche Ouvertüre
- op. 10: Sechs Gedichte – Leipzig: Breitkopf & Härtel 1842

## Honneurs
L'Université des arts de Berlin a baptisé un Institut d'après le nom du compositeur: Julius-Stern-Institut für musikalische Nachwuchsförderung.
Le Sénat de Berlin et le bureau de district de l'Arrondissement de Mitte ont honoré le 16 octobre 2014, l'œuvre du musicien en mettant une plaque commémorative sur son dernier domicile, Friedrichstrasse 214.